# Existentie
Existentie betekent in de wiskunde en logica dat een eigenschap voor minstens één element van een verzameling geldt. De bijbehorende existentiekwantor wordt genoteerd als {\displaystyle \exists }.
De existentiekwantor bestaat uit drie delen:
- Declaratie van gebonden variabelen;
- Specificatie van het domein;
- Propositie.

Deze zullen hieronder uitvoeriger beschreven worden.

## Beschrijving van de drie delen van de existentiekwantor

### Declaratie
Het eerste gedeelte beschrijft de gebonden variabelen. Deze heten gebonden, aangezien deze alleen voor mogen komen binnen de haakjes van dit {\displaystyle \exists }-predicaat. Buiten de haakjes is de waarde van zo'n variabele ongedefinieerd en dus onbruikbaar. Hier mogen meerdere variabelen tegelijkertijd gedeclareerd worden, doorgaans gescheiden door komma's.

### Domein
In dit gedeelte vormt een predicaat het domein over de gebonden variabelen. Zo kan je de beperking opleggen: {\displaystyle x\in \mathbb {N} }, dus in spreektaal: "voor alle natuurlijke getallen x".
Wanneer het domein leeg is, dat wil zeggen de propositie die het domein beschrijft levert "onwaar" op, levert het predicaat met de existentiële kwantor altijd "onwaar" op, ongeacht de propositie die daarop volgt.
Soms wordt het domein ook weggelaten, dan wordt uitgegaan van het domein "waar".
De beperking van een domein met een voorwaarde komt overeen met het toevoegen van een conjunctie:
{\displaystyle (\exists x\in \mathbb {R} {\text{ met }}x>0:x^{2}=3)}
komt overeen met
{\displaystyle (\exists x\in \mathbb {R} :x>0\land x^{2}=3)}

### Propositie
Hier volgt ook een propositie die iets over alle elementen uit het beschreven domein zegt. Er kunnen hier ook alkwantoren of existentiële kwantoren in voorkomen, zodat je een geneste structuur krijgt. Variabelen die gedeclareerd zijn, zijn bruikbaar in geneste kwantoren, maar niet andersom!

## Equivalentieregels
Domeinverzwakking: {\displaystyle (\exists x:P\wedge Q:R)\Leftrightarrow (\exists x:P:Q\wedge R)}
Domeinsplitsing: {\displaystyle (\exists x:P\lor Q:R)\Leftrightarrow (\exists x:P:R)\lor (\exists x:Q:R)}
De Morgan: {\displaystyle \neg (\forall x:P:Q)\Leftrightarrow (\exists x:P:\neg Q)} en {\displaystyle \neg (\exists x:P:Q)\Leftrightarrow (\forall x:P:\neg Q)}

## Voorbeelden
De volgende uitspraak is waar: er is een reëel getal x zodanig dat {\displaystyle x^{2}=3}. Dit geldt namelijk voor {\displaystyle x={\sqrt {3}}} en {\displaystyle x=-{\sqrt {3}}}. Wiskundigen noteren:
{\displaystyle (\exists x\in \mathbb {R} :x^{2}=3)}
De volgende uitspraak is echter onjuist: er is een geheel getal z zodanig dat {\displaystyle z^{2}=3}. In dit geval noteert men:
{\displaystyle (\lnot \exists z\in \mathbb {Z} :z^{2}=3)}.
De volgende expressie is waar, aangezien er een natuurlijk getal bestaat dat gelijk is aan 1.
{\displaystyle (\exists x:x\in \mathbb {N} :x=1)} :
De volgende expressie is onwaar, omdat het hier om een leeg domein gaat. Er is namelijk geen x die én een natuurlijk getal is én kleiner is dan 0.
{\displaystyle (\exists x:x\in \mathbb {N} \land x<0:x=1)}

## Kwantoreliminatie
Bij een eliminatieprobleem in zijn algemene vorm komt het erop aan, een gegeven logische uitspraak met kwantoren te vervangen door een gelijkwaardige uitspraak zonder kwantoren. In praktische problemen gaat het dan vaak over existentiële kwantoren.
De stelling van Tarski garandeert dat kwantoreliminatie mogelijk is voor elk stelsel van reële algebraïsche vergelijkingen en ongelijkheden.